# 天主教民都洛圣若瑟宗座代牧区
天主教民都洛聖若瑟宗座代牧區（拉丁語：Vicariatus Apostolicus Sancti Iosephi in Mindorensis）是菲律賓一個羅馬天主教宗座代牧區，轄區包括西民都洛省。
宗座代牧區於2010年時有教友388,000人、17個堂區和36名司鐸，其主教座堂是聖若瑟勞工主保主教座堂。現任主教為安多尼‧帕朗。
1983年5月13日自卡拉班宗座代牧區分出，成為宗座代牧區。